# Franz Dietl

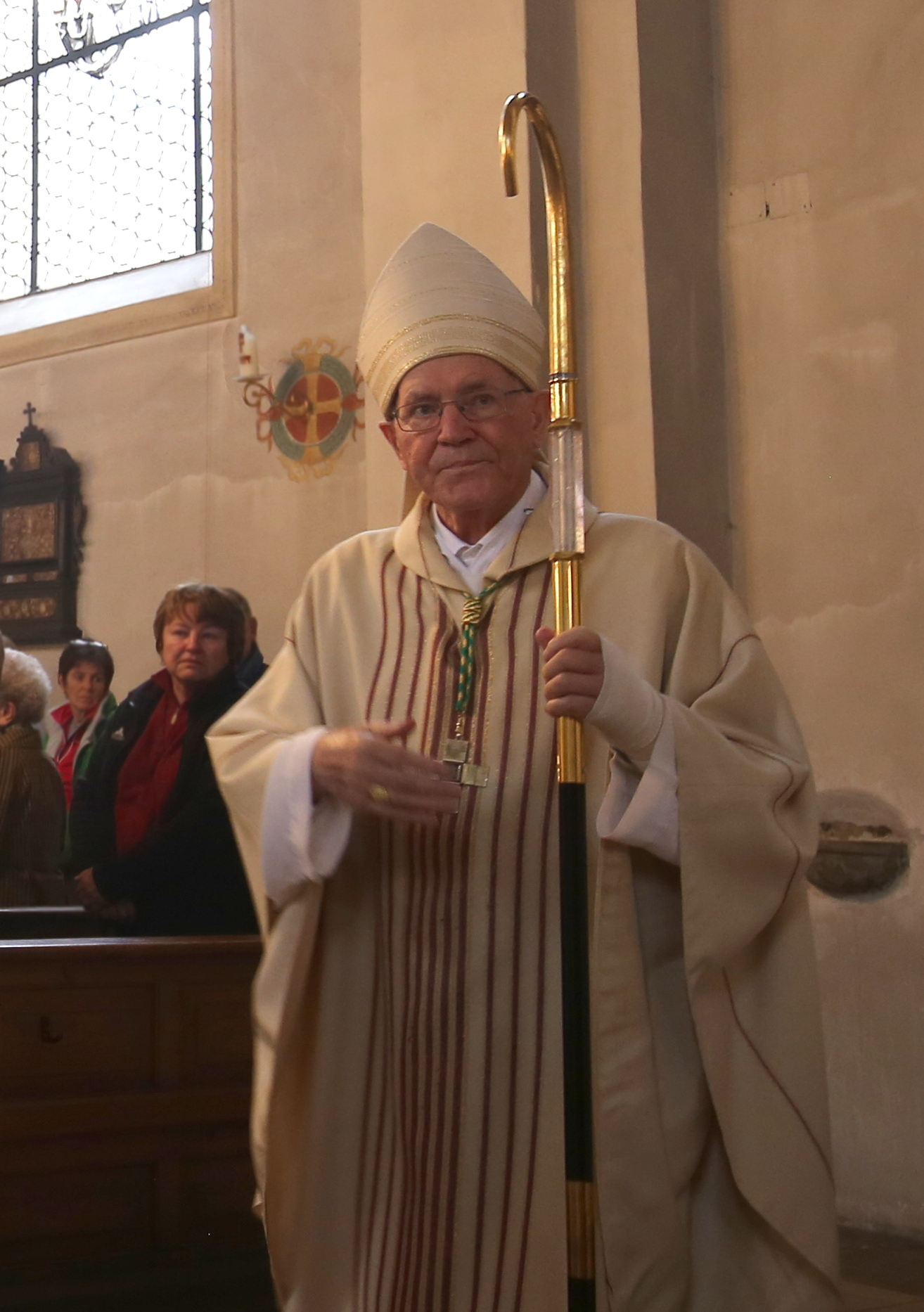
Franz Dietl, Weihbischof emeritus 2018

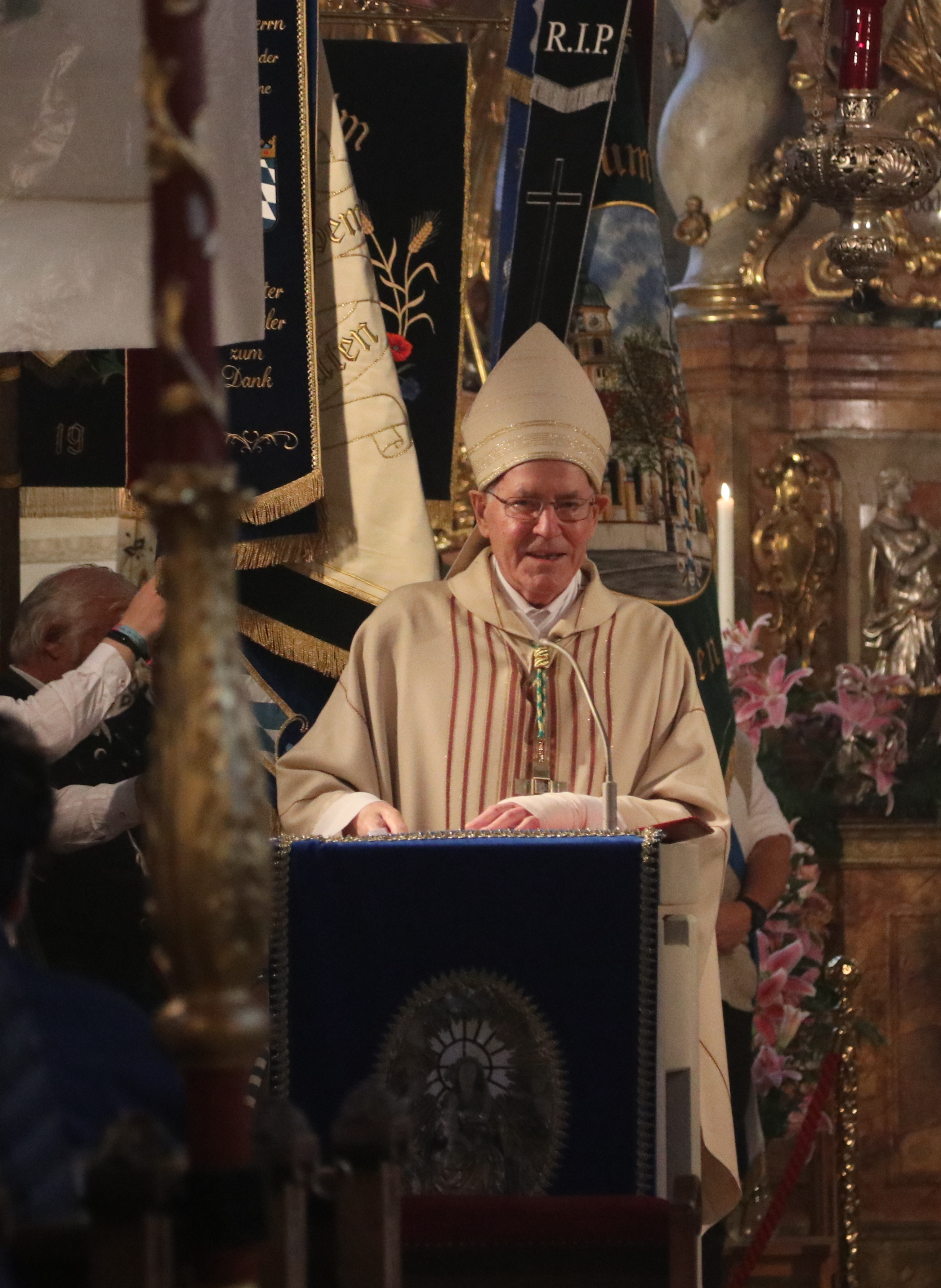
Franz Dietl 2018

Franz Josef Dietl (* 20. März 1934 in Moosburg an der Isar; † 22. März 2024 in Gräfelfing) war ein deutscher römisch-katholischer Geistlicher und Weihbischof des Erzbistums München und Freising.

## Leben
Der Sohn eines Landwirts studierte nach dem Abitur in Ingolstadt 1953 an der Universität Innsbruck Katholische Theologie und Philosophie. Am 8. August 1953 legte er bei den Herz-Jesu-Missionaren seine Profess (Ordensgelübde) ab und empfing am 23. August 1959 in Salzburg die Priesterweihe.
Dietl war zunächst Präfekt im Jugendwerk Schloss Birkeneck bei Hallbergmoos, dort anschließend bis 1971 Erziehungsleiter. Von 1967 bis 1971 war er nebenamtlich zudem Vikar in der Pfarrei St. Korbinian in Schwaig (Gemeinde Oberding).
1971 wurde er zur Promotion freigestellt, arbeitete in dieser Zeit als Religionslehrer in München und Fürstenfeldbruck. 1973 schloss er die Promotion ab und wurde zum Referenten für Heimerziehung beim Landesverband Katholische Einrichtungen der Heim- und Heilpädagogik in Bayern. Von 1985 bis 1999 war Dietl Pfarrer in der Pfarrei St. Peter und Paul in Oberammergau. Von 1988 bis 1993 war er zugleich stellvertretender Dekan des Dekanates Rottenbuch, anschließend bis 1999 Dekan; von 1993 bis 1999 zudem stellvertretender Landkreisdekan für den Landkreis Garmisch-Partenkirchen. 1992 übernahm er zusätzlich die Administration der Pfarrei St. Nikolaus von Unterammergau und baute den Pfarrverband Oberammergau auf. Von 1995 bis 1999 war er außerdem Präses der Kolpingsfamilie Oberammergau. 1992 war er Mitglied des Pastoralen Forums der Erzdiözese München und Freising, 1996 Mitglied des 8. Priesterrates der Erzdiözese.
Am 22. Dezember 1998 wurde Franz Dietl von Papst Johannes Paul II. zum Weihbischof in München und Freising sowie zum Titularbischof von Sebarga ernannt. Am 1. Februar 1999 wurde er zum Domkapitular ernannt. Am 7. Februar desselben Jahres spendete ihm Friedrich Kardinal Wetter die Bischofsweihe. Mitkonsekratoren waren die Münchner Weihbischöfe Franz Schwarzenböck und Engelbert Siebler. Sein Wahlspruch lautete Ex toto corde (deutsch: von ganzem Herzen). Als Aufgabengebiet wurde ihm als Bischofsvikar die Seelsorgsregion Süd übertragen.
Überdiözesan wurde er 1999 zum Mitglied der Pastoralkommission der Deutschen Bischofskonferenz und 2001 Mitglied der Kommission für ökumenische Fragen der Deutschen Bischofskonferenz.
Am 5. Januar 2010 nahm Papst Benedikt XVI. sein aus Altersgründen vorgebrachtes Rücktrittsgesuch an.
Er starb zwei Tage nach seinem 90. Geburtstag in Gräfelfing.

## Auszeichnungen und Ehrungen
1984 erhielt Dietl für seine Verdienste in der Kinder- und Jugendhilfe das Verdienstkreuz am Bande der Bundesrepublik Deutschland und 2011 für seine Verdienste bei der Umsetzung der katholischen Soziallehre das Verdienstkreuz 1. Klasse, 1985 das Caritasabzeichen in Gold. 1994 wurde er zum Geistlichen Rat ernannt. 1999 wurde er zum Ehrenkapitular des Dekanates Rottenbuch ernannt.